# G.A.M.E.
G.A.M.E. – piąty niezależny album amerykańskiego rapera The Game’a. Został wydany w 2006 roku w wytwórni Get Low Recordz. G.A.M.E. zadebiutował na 151. miejscu na Billboard 200, 31. na Top R&B/Hip-Hop Albums i 14. na Independent Albums. Album ten został wydany bez zgody Game’a, przez pozew J.T The Bigga Figga zachęcił fanów by nie kupowali tego albumu, a go pobrali całkowicie za darmo z Internetu.

## Lista utworów
1. „Anything You Ask For” (featuring Bootleg)
2. „Never Personal” (featuring JT The Bigga Figga)
3. „Gettin' American Money Eazy” (featuring Young Noble)
4. „Curtains”
5. „Real Niggas Stand Up”
6. „Walk Wit Me”
7. „It Gets Thicker”
8. „That's Presidents”
9. „It's The Game”
10. „Nothin' Promised”
11. „Get Live”
12. „It Is What It Is"